# IC 2052
IC 2052 је спирална галаксија у сазвјежђу Златна риба која се налази на листи објеката дубоког неба у Индекс каталогу.
Деклинација објекта је - 54° 20' 11" а ректасцензија 4h 14m 58,7s. Привидна величина (магнитуда) објекта IC 2052 износи 14,6 а фотографска магнитуда 15,4. IC 2052 је још познат и под ознакама ESO 157-13, PGC 14729.